# Nihon Ki-in
La Nihon Ki-in è la federazione giapponese del gioco del Go

## Storia
La federazione è stata fondata nel 1924 e da allora gestisce, organizza e regolamenta il gioco del go su tutto il territorio nazionale. Si tratta della più antica federazione nazionale del mondo di questo gioco. Il primo presidente è stato Nobuaki Makino.
Nel 1950 Venne fondata la Kansai Ki-in, tuttavia questa non riuscirà mai a raggiungere il livello di fama e di seguito di pubblico della più antica rivale.
Nel 1982 fu tra i membri fondatori della International Go Federation.
Nel 2010 i giocatori professionisti affiliati alla Nihon Ki-in erano più di 400.
La sede centrale è nel quartiere di Chiyoda a Tokyo, la sede del Kansai è a Osaka e la sede del Chubu è a Nagoya.

### Presidenti
| N. | Periodo        | Nome              |
| -- | -------------- | ----------------- |
| 1  | 1924-1946      | Nobuaki Makino    |
| 2  | 1946-1948      | Kensaku Segoshi   |
| 3  | 1948-1949      | Kaoru Iwamoto     |
| 4  | 1949-1951      | Juichi Tsushima   |
| 5  | 1951-1955      | Tadashi Adachi    |
| 6  | 1955-1956      | Hideyuki Miyoshi  |
| 7  | 1956-1975      | Arimitsu Jiro     |
| 8  | 1975-1978      | Akira Hasegawa    |
| 9  | 1978-1986      | Hideo Sakata      |
| 10 | 1986-1988      | Yoshiaki Hirobe   |
| 11 | 1988-1993      | Shizuo Asada      |
| 12 | 1993-1999      | Fumio Watanabe    |
| 13 | 1999-2004      | Matsuo Toshimitsu |
| 14 | 2004           | Masao Katō        |
| 15 | 2006-2008      | Okabe Hiroki      |
| 16 | 2008-2012      | Hideo Otake       |
| 17 | 2012-2016      | Norio Wada        |
| 18 | 2016-2019      | Hiroaki Dan       |
| 19 | 2019-in carica | Satoru Kobayashi  |

### Hall of fame
Nel 2004, in occasione dei suoi 80 anni di vita, la Nihon Ki-in ha deciso di istituire un Hall of fame sul modello degli altri sport professionistici in Giappone e nel resto del mondo. Il luogo scelto per ospitare la Hall of fame è situato nella sede della federazione a Tokyo. 
Ogni anno la commissione che decreta i nuovi ingressi è composta da otto membri, di cui fanno parte di diritto il presidente della Nihon Ki-in e il presidente dell'associazione dei giocatori professionisti.
Le persone inserite nella lista non devono essere necessariamente dei giocatori professionisti ma possono essere anche appassionati che hanno contribuito a diffondere il gioco nel mondo. 
| Anno | Membri                                                          | Note |
| ---- | --------------------------------------------------------------- | --- |
| 2004 | Hon'inbō Sansa Hon'inbō Dosaku Hon'inbō Shūsaku Ieyasu Tokugawa | Ieyasu Tokugawa non era un giocatore professionista bensì il daimyo che unificò il Giappone. È stato per tutta la vita un appassionato del gioco e giunto al potere è stato il mecenate di diversi giocatori storici. |
| 2005 | Hon'inbō Jowa                                                   | |
| 2006 | Hon'inbō Shuwa Kishichiro Okura                                 | Kishichiro Okura non era un giocatore professionista ma un nobile appassionato del gioco che diede un contributo importante per la fondazione della Nihon Ki-in.                                                      |
| 2007 | Hon'inbō Shuho                                                  | |
| 2008 | Hon'inbō Shuei Hon'inbō Shūsai                                  | |
| 2009 | Kensaku Segoe                                                   | |
| 2010 | Minoru Kitani                                                   | |
| 2011 | Kaoru Iwamoto                                                   | |
| 2012 | Shunkai Shibukawa Yi Chen                                       | Yi Chen è stato un generale e politico cinese che ha promosso lo scambio culturale tra Cina e Giappone attraverso il Go.                                                                                              |
| 2013 | Fumiko Kita                                                     | |
| 2014 | Utaro Hashimoto                                                 | |
| 2015 | Go Seigen                                                       | |
| 2016 | Inoue Gennan Inseki Kanren                                      | Kanren era un monaco buddhista vissuto nel IX-X secolo, famoso per il suo talento nel Go. |
| 2017 | Shiki Masaoka                                                   | Scrittore e poeta autore di diversi componimenti sul Go. |
| 2018 | Matsutaro Shoriki                                               | Per tanti anni presidente dello Yomiuri Shimbun, sponsor di diversi tornei importanti. |
| 2019 | Eio Sakata Cho Nam-chul                                         | |
| 2020 | Hideyuki Fujisawa                                               | |
| 2021 | Kaku Takagawa                                                   | |
| 2022 | Kawabata Yasunari                                               | Scrittore premio Nobel per la letteratura, autore del romanzo Il maestro di go. |

## Attività
La Nihon Ki-in organizza e gestisce le attività di go sia professionistico che dilettantistico in Giappone, oltre a partecipare all'organizzazione dei tornei internazionali con i suoi omologhi cinesi (Zhōngguó Wéiqí Xiéhuì), coreani (Hanguk Kiwon), taiwanesi (Taiwan Chi Yuan), europei (European Go Federation) e statunitensi (American Go Association).
Non detiene tuttavia un monopolio, in quanto sono presenti diverse altre associazioni (di carattere perlopiù regionale, ma anche nazionale come la Kansai Ki-in) fondate da professionisti fuoriusciti dalla Nihon Ki-in. Tutte queste associazioni tuttavia coprono solo una quota minoritaria del mondo goisitico giapponese. Essendo l'associazione più antica e quella con il maggior numero di giocatori affiliati è sostanzialmente l'organo che governa il go nel paese. 
Nihon Ki-in e Kansai Ki-in collaborano per i tornei principali, in cui sono ammessi giocatori di entrambe le federazioni.

### Insei
Gli Insei (院生?, Studente delle istituzioni) sono i giovani allievi che studiano il go direttamente sotto il controllo della federazione. Chiunque ne faccia richiesta può diventare insei dopo aver superato un esame di ammissione. Il limite di età è 19 anni per i giocatori giapponesi e 23 per i giocatori di origine straniera.
Gli insei sono divisi in 4 classi chiamate A, B, C e D; la classe A è quella di grado più elevato e la D la più bassa. Le prime tre classi sono formate da un numero predefinito di studenti ciascuna (da 12 a 16), la classe D non ha un limite di numero perché ogni volta che uno studente viene ammesso parte automaticamente dalla classe D. Gli studenti si ritrovano tutte le domeniche e un sabato al mese nella sede della federazione a Tokyo per studiare e soprattutto giocare, il tempo di riflessione delle loro partite varia a seconda della classe tra i 30 e i 60 minuti più 1 minuto di byo-yomi e i risultati vanno a costituire una classifica mensile. In tutto ogni insei gioca mensilmente circa 15-20 partite e alla fine del mese i 4 giocatori migliori di una classe avanzano nella successiva, e di conseguenza i 4 peggiori retrocedono.
Un Insei deve pagare mensilmente una retta per l'insegnamento e l'assistenza che riceve, tuttavia tale retta non è particolarmente onerosa, e lo status di insei concede diversi privilegi, in particolare:
- Hanno un esame per diventare professionista riservato esclusivamente a loro
- Non devono sostenere le eliminatorie negli esami per diventare professionista in cui sono ammessi anche candidati esterni.
- Gode di sconti e privilegi notevoli nell'acquisto di materiale di studio.
- Partecipa a determinati tornei misti tra i migliori insei e i nuovi professionisti.
- Può prestare servizio come addetto alla trascrizione o alla gestione del tempo durante le partite dei tornei professionistici, in modo da assistere alle partite tra maestri e alle loro analisi. Questa attività consente loro di guadagnare qualcosa per il lavoro svolto.

Per contro agli insei è interdetta la partecipazione ai tornei scolastici e dilettantistici, e raggiunto il limite di età di 19 (giapponesi) o 23 (stranieri) anni devono lasciare l'accademia federale. Per questi giocatori la partecipazione ad ulteriori esami per la qualifica di pro player non è preclusa, ma dovranno affrontarla da giocatori esterni affrontando pertanto anche i preliminari.

### Conferimento dello status di giocatore professionista
La federazione rilascia l'attestato di 1° dan professionista, indispensabile per partecipare ai tornei professionistici organizzati dalla stessa. Per ottenere l'attestato è necessario superare un particolare esame chiamato Esame di reclutamento dei giocatori (棋士採用試験?, Kishi Saiyo Shiken). Per poter fare richiesta di partecipare all'esame gli aspiranti devono avere al massimo 23 anni, tale limite tuttavia non è valido per i giocatori stranieri che desiderano diventare professionisti presso la Nihon Ki-in. 
I giocatori possono ottenere la qualifica allo status di pro player in diversi modi:
- Qualifica regolare
  - Presso la sezione di Tokyo si tengono due tornei, uno in estate e uno in inverno. 
    - Quello estivo è limitato ai soli  insei e qualifica solo il vincitore.
    - Quello invernale permette la partecipazione anche agli esterni e qualifica i primi due classificati.

  - Presso la sezione del Kansai si tiene un torneo all'anno che qualifica un giocatore.
  - Presso la sezione del Chubu si tiene un torneo all'anno che qualifica un giocatore.
- Qualifica speciale
  - Esame speciale per le donne: una volta all'anno si tiene un esame speciale riservato alle sole donne. La maggior parte delle giocatrici si qualificano tramite questo esame, tuttavia nella storia ci sono state quattro giocatrici che hanno ottenuto lo status di professioniste tramite l'esame generale (Shimako Miyazaki, Yoko Inori, Keiko Kato e Xie Yimin).
  - Esame speciale per stranieri: i giocatori stranieri che ottengono risultati di rilievo come insei o ex insei possono richiedere un esame particolare per ottenere lo status di giocatori professionisti. Questa possibilità è stata introdotta nel 2002, non ci sono limiti di età così come non c'è un numero predefinito di giocatori che annualmente diventano pro in questo modo. Giocatori che hanno passato questo esame sono Antti Tormanen (Finlandia) nel 2016, Chang Fukang (Malaysia) e Rafif Shidqi Fitrah (Indonesia) nel 2020. Questo esame non può essere fatto dai giocatori cinesi, coreani o taiwanesi.
  - Nomina speciale femminile tramite raccomandazione: le giocatrici che hanno ottenuto risultati di rilievo come insei o ex insei vengono segnalate dagli insegnanti della Nihon Ki-in e valutate da un apposito comitato. Se giudicate idonee ottengono direttamente lo status di giocatrice professionista. Non c'è un numero predefinito di giocatrici che diventano pro in questo modo, ma da quando è stato introdotto nel 2019 13 giocatrici sono diventate professioniste in questo modo.
  - Nomina speciale di elite tramite raccomandazione: i bambini delle scuole elementari che conseguono risultati eccellenti nei tornei e sono segnalati da almeno due giocatori professionisti vengono esaminati da una apposita commissione che valuta se ammetterli alla classe dei professionisti. Introdotta nel 2019 è stata applicata immediatamente per Sumire Nakamura.

I giocatori che diventano professionisti negli ultimi due modi ricevono stipendio e indennità ridotte rispetto agli altri giocatori fino a quando non ottengono determinati risultati.

### Promozioni dei giocatori
La Nihon Ki-in consegna ai giocatori i vari attestati di conseguimento di un livello dan. I dan professionali vanno dal 1° al 9° e vengono consegnati al conseguimento di determinati risultati. Maggiore è il grado conseguito maggiori saranno le indennità economiche maturate per le partite che il giocatore disputerà. Per il conseguimento del grado è sufficiente ottenere uno solo dei criteri elencati, questo rende possibile saltare alcuni passaggi intermedi. Se ad esempio un 5° dan dovesse vincere il torneo Meijin diventerebbe immediatamente 9° dan saltando tutti gli step intermedi.
Oltre agli attestati di giocatore professionista la federazione rilascia anche i livelli dan per dilettanti, che vanno dal 1° al 7°. 
| Grado  | Criterio regolare di ottenimento                                                     | Criteri alternativi speciali |
| ------ | ------------------------------------------------------------------------------------ | --- |
| 9º Dan | 200 vittorie come 8º dan                                                             | Vincere uno tra Kisei, Meijin e Honinbo Vincere un torneo internazionale Vincere due tra Judan, Tengen, Ōza o Gosei in qualsiasi combinazione |
| 8º Dan | 150 vittorie come 7º dan                                                             | Vincere uno tra Judan, Tengen, Ōza e Gosei Arrivare secondo in un torneo internazionale Diventare sfidanti al titolo di uno tra Kisei, Meijin e Honinbo |
| 7º Dan | 120 vittorie come 6º dan                                                             | Diventare sfidanti al titolo di uno tra Judan, Tengen, Ōza e Gosei Vincere la Agon Cup o il Ryusei Entrare nella Lega S del Kisei Entrare nella Lega degli sfidanti di uno dei tornei Meijin e Honinbo Essere al 1º posto dei giocatori con più premi in denaro guadagnati in un anno tra i 6º dan. |
| 6º Dan | 90 vittorie come 5º dan                                                              | Essere al 1° o al 2º posto dei giocatori con più premi in denaro guadagnati in un anno tra i 5º dan. |
| 5º Dan | 70 vittorie come 4º dan                                                              | Essere al 1° o al 2º posto dei giocatori con più premi in denaro guadagnati in un anno tra i 4º dan. |
| 4º Dan | 50 vittorie come 3º dan                                                              | Essere al 1° o al 2º posto dei giocatori con più premi in denaro guadagnati in un anno tra i 3º dan. |
| 3º Dan | 40 vittorie come 2º dan                                                              | Essere al 1° o al 2º posto dei giocatori con più premi in denaro guadagnati in un anno tra i 2º dan. |
| 2º Dan | 30 vittorie come 1º dan                                                              | Essere al 1° o al 2º posto dei giocatori con più premi in denaro guadagnati in un anno tra i 1º dan. |
| 1º Dan | Superare uno degli esami federali (regolari o speciali) per diventare professionista | Superare uno degli esami federali (regolari o speciali) per diventare professionista |

### Editoria
La Nihon Ki-in pubblica libri dei giocatori di go con lezioni, raccolte di partite e problemi tsumego. Nel corso del tempo ha pubblicato anche diverse testate periodiche.
Attualmente le testate pubblicare sono:
- Gekkan Go Waarudo (月刊碁ワールド?, Mensile sul mondo del go): testata mensile di circa 150 pagine pubblicata dal 1999. Contiene le notizie principali, articoli divulgativi, partite famose i importanti commentate, interviste ai giocatori, problemi e occasionalmente anche manga relativi al mondo del go.
- Shuukan Go (週刊碁?, Settimanale di go): testata settimanale pubblicata dal 1977. Contiene le ultime notizie sui tornei, tutti i risultati e le trascrizioni di tutte le partite.

## Vincitori dei sette tornei principali
(*): Giocatore della Kansai Ki-in
| Anno | Kisei             | Meijin            | Honinbo         | Ōza                 | Tengen              | Gosei            | Jūdan             |
| ---- | ----------------- | ----------------- | --------------- | ------------------- | ------------------- | ---------------- | ----------------- |
| 1941 | -                 | -                 | Riichi Sekiyama | -                   | -                   | -                | -                 |
| 1943 | -                 | -                 | Hashimoto Utaro | -                   | -                   | -                | -                 |
| 1945 | -                 | -                 | Kaoru Iwamoto   | -                   | -                   | -                | -                 |
| 1947 | -                 | -                 | Kaoru Iwamoto   | -                   | -                   | -                | -                 |
| 1950 | -                 | -                 | Hashimoto Utaro | -                   | -                   | -                | -                 |
| 1951 | -                 | -                 | Hashimoto Utaro | -                   | -                   | -                | -                 |
| 1952 | -                 | -                 | Takagawa Kaku   | -                   | -                   | -                | -                 |
| 1953 | -                 | -                 | Takagawa Kaku   | Hashimoto Utaro*    | -                   | -                | -                 |
| 1954 | -                 | -                 | Takagawa Kaku   | Takagawa Kaku       | -                   | -                | -                 |
| 1955 | -                 | -                 | Takagawa Kaku   | Hashimoto Utaro*    | -                   | -                | -                 |
| 1956 | -                 | -                 | Takagawa Kaku   | Hashimoto Utaro*    | -                   | -                | -                 |
| 1957 | -                 | -                 | Takagawa Kaku   | Shimamura Toshihiro | -                   | -                | -                 |
| 1958 | -                 | -                 | Takagawa Kaku   | Hosai Fujisawa      | -                   | -                | -                 |
| 1959 | -                 | -                 | Takagawa Kaku   | Hashimoto Shoji*    | -                   | -                | -                 |
| 1960 | -                 | -                 | Takagawa Kaku   | Dogen Handa*        | -                   | -                | -                 |
| 1961 | -                 | -                 | Sakata Eio      | Sakata Eio          | -                   | -                | -                 |
| 1962 | -                 | Fujisawa Hideyuki | Sakata Eio      | Hidehiro Miyashita  | -                   | -                | Hashimoto Utaro*  |
| 1963 | -                 | Sakata Eio        | Sakata Eio      | Sakata Eio          | -                   | -                | Dogen Handa*      |
| 1964 | -                 | Sakata Eio        | Sakata Eio      | Sakata Eio          | -                   | -                | Fujisawa Hosai    |
| 1965 | -                 | Rin Kaiho         | Sakata Eio      | Dogen Handa*        | -                   | -                | Takagawa Kaku     |
| 1966 | -                 | Rin Kaiho         | Sakata Eio      | Sakata Eio          | -                   | -                | Sakata Eio        |
| 1967 | -                 | Rin Kaiho         | Sakata Eio      | Fujisawa Hideyuki   | -                   | -                | Sakata Eio        |
| 1968 | -                 | Takagawa Kaku     | Rin Kaiho       | Fujisawa Hideyuki   | -                   | -                | Sakata Eio        |
| 1969 | -                 | Rin Kaiho         | Rin Kaiho       | Fujisawa Hideyuki   | -                   | -                | Otake Hideo       |
| 1970 | -                 | Fujisawa Hideyuki | Rin Kaiho       | Sakata Eio          | -                   | -                | -                 |
| 1971 | -                 | Rin Kaiho         | Ishida Yoshio   | Sakata Eio          | -                   | -                | Hashimoto Utaro*  |
| 1972 | -                 | Rin Kaiho         | Ishida Yoshio   | Sakata Eio          | -                   | -                | Sakata Eio        |
| 1973 | -                 | Rin Kaiho         | Ishida Yoshio   | Rin Kaiho           | -                   | -                | Sakata Eio        |
| 1974 | -                 | Ishida Yoshio     | Ishida Yoshio   | Ishida Yoshio       | -                   | -                | Hashimoto Shoji*  |
| 1975 | -                 | Otake Hideo       | Ishida Yoshio   | Otake Hideo         | Fujisawa Hideyuki   | -                | Rin Kaiho         |
| 1976 | -                 | Otake Hideo       | Takemiya Masaki | Cho Chikun          | Kobayashi Koichi    | Kato Masao       | Kato Masao        |
| 1977 | Fujisawa Hideyuki | Rin Kaiho         | Kato Masao      | Norio Kudo          | Shimamura Toshihiro | Kato Masao       | Kato Masao        |
| 1978 | Fujisawa Hideyuki | Otake Hideo       | Kato Masao      | Ishida Yoshio       | Kato Masao          | Otake Hideo      | Kato Masao        |
| 1979 | Fujisawa Hideyuki | Otake Hideo       | Kato Masao      | Kato Masao          | Kato Masao          | Cho Chikun       | Kato Masao        |
| 1980 | Fujisawa Hideyuki | Cho Chikun        | Takemiya Masaki | Kato Masao          | Kato Masao          | Otake Hideo      | Otake Hideo       |
| 1981 | Fujisawa Hideyuki | Cho Chikun        | Cho Chikun      | Hashimoto Shoji*    | Kato Masao          | Otake Hideo      | Otake Hideo       |
| 1982 | Fujisawa Hideyuki | Cho Chikun        | Cho Chikun      | Kato Masao          | Kataoka Satoshi     | Otake Hideo      | Cho Chikun        |
| 1983 | Cho Chikun        | Cho Chikun        | Rin Kaiho       | Kato Masao          | Kataoka Satoshi     | Otake Hideo      | Kato Masao        |
| 1984 | Cho Chikun        | Cho Chikun        | Rin Kaiho       | Kato Masao          | Ishida Yoshio       | Otake Hideo      | Kobayashi Koichi  |
| 1985 | Cho Chikun        | Kobayashi Koichi  | Takemiya Masaki | Kato Masao          | Kobayashi Koichi    | Otake Hideo      | Kobayashi Koichi  |
| 1986 | Kobayashi Koichi  | Kato Masao        | Takemiya Masaki | Kato Masao          | Kobayashi Koichi    | Cho Chikun       | Kobayashi Koichi  |
| 1987 | Kobayashi Koichi  | Kato Masao        | Takemiya Masaki | Kato Masao          | Cho Chikun          | Kato Masao       | Kato Masao        |
| 1988 | Kobayashi Koichi  | Kobayashi Koichi  | Takemiya Masaki | Kato Masao          | Cho Chikun          | Kobayashi Koichi | Cho Chikun        |
| 1989 | Kobayashi Koichi  | Kobayashi Koichi  | Cho Chikun      | Kato Masao          | Rin Kaiho           | Kobayashi Koichi | Cho Chikun        |
| 1990 | Kobayashi Koichi  | Kobayashi Koichi  | Cho Chikun      | Yasumasa Hane       | Rin Kaiho           | Kobayashi Koichi | Takemiya Masaki   |
| 1991 | Kobayashi Koichi  | Kobayashi Koichi  | Cho Chikun      | Fujisawa Hideyuki   | Rin Kaiho           | Kobayashi Koichi | Takemiya Masaki   |
| 1992 | Kobayashi Koichi  | Kobayashi Koichi  | Cho Chikun      | Fujisawa Hideyuki   | Rin Kaiho           | Kobayashi Koichi | Takemiya Masaki   |
| 1993 | Kobayashi Koichi  | Kobayashi Koichi  | Cho Chikun      | Kato Masao          | Rin Kaiho           | Kobayashi Koichi | Otake Hideo       |
| 1994 | Cho Chikun        | Kobayashi Koichi  | Cho Chikun      | Cho Chikun          | Ryu Shikun          | Rin Kaiho        | Otake Hideo       |
| 1995 | Kobayashi Satoru  | Takemiya Masaki   | Cho Chikun      | Ō Rissei            | Ryu Shikun          | Satoru Kobayashi | Yoda Norimoto     |
| 1996 | Cho Chikun        | Cho Chikun        | Cho Chikun      | Ryu Shikun          | Ryu Shikun          | Yoda Norimoto    | Yoda Norimoto     |
| 1997 | Cho Chikun        | Cho Chikun        | Cho Chikun      | Kimio Yamada        | Kudo Norio          | Yoda Norimoto    | Kato Masao        |
| 1998 | Cho Chikun        | Cho Chikun        | Cho Chikun      | Ō Rissei            | Kobayashi Koichi    | Yoda Norimoto    | Naoto Hikosaka    |
| 1999 | Cho Chikun        | Cho Chikun        | Cho Sonjin      | Ō Rissei            | Kobayashi Koichi    | Kobayashi Koichi | Kobayashi Koichi  |
| 2000 | Ō Rissei          | Yoda Norimoto     | O Meien         | Ō Rissei            | Ryu Shikun          | Yamashita Keigo  | Kobayashi Koichi  |
| 2001 | Ō Rissei          | Yoda Norimoto     | O Meien         | Cho Chikun          | Hane Naoki          | Kobayashi Koichi | Ō Rissei          |
| 2002 | Ō Rissei          | Yoda Norimoto     | Kato Masao      | O Meien             | Hane Naoki          | Kobayashi Koichi | Ō Rissei          |
| 2003 | Yamashita Keigo   | Yoda Norimoto     | Cho U           | Cho U               | Hane Naoki          | Yoda Norimoto    | Ō Rissei          |
| 2004 | Hane Naoki        | Cho U             | Cho U           | Cho U               | Yamashita Keigo     | Yoda Norimoto    | Ō Rissei          |
| 2005 | Hane Naoki        | Cho U             | Takao Shinji    | Cho U               | Kono Rin            | Yoda Norimoto    | Cho Chikun        |
| 2006 | Yamashita Keigo   | Takao Shinji      | Takao Shinji    | Yamashita Keigo     | Kono Rin            | Cho U            | Cho Chikun        |
| 2007 | Yamashita Keigo   | Cho U             | Takao Shinji    | Yamashita Keigo     | Kono Rin            | Cho U            | Cho Chikun        |
| 2008 | Yamashita Keigo   | Cho U             | Hane Naoki      | Cho U               | Cho U               | Cho U            | Takao Shinji      |
| 2009 | Yamashita Keigo   | Yuta Iyama        | Hane Naoki      | Cho U               | Yamashita Keigo     | Cho U            | Cho U             |
| 2010 | Cho U             | Yuta Iyama        | Yamashita Keigo | Cho U               | Satoshi Yuki*       | Sakai Hideyuki*  | Cho U             |
| 2011 | Cho U             | Yamashita Keigo   | Yamashita Keigo | Cho U               | Iyama Yūta          | Hane Naoki       | Iyama Yūta        |
| 2012 | Cho U             | Yamashita Keigo   | Iyama Yūta      | Iyama Yūta          | Iyama Yūta          | Iyama Yūta       | Iyama Yūta        |
| 2013 | Iyama Yūta        | Iyama Yūta        | Iyama Yūta      | Iyama Yūta          | Iyama Yūta          | Iyama Yūta       | Satoshi Yuki*     |
| 2014 | Iyama Yūta        | Iyama Yūta        | Iyama Yūta      | Murakawa Daisuke*   | Takao Shinji        | Iyama Yūta       | Takao Shinji      |
| 2015 | Iyama Yūta        | Iyama Yūta        | Iyama Yūta      | Iyama Yūta          | Iyama Yūta          | Iyama Yūta       | Ida Atsushi       |
| 2016 | Iyama Yūta        | Takao Shinji      | Iyama Yūta      | Iyama Yūta          | Iyama Yūta          | Iyama Yūta       | Iyama Yūta        |
| 2017 | Iyama Yūta        | Iyama Yūta        | Iyama Yūta      | Iyama Yūta          | Iyama Yūta          | Iyama Yūta       | Iyama Yūta        |
| 2018 | Iyama Yūta        | Cho U             | Iyama Yūta      | Iyama Yūta          | Iyama Yūta          | Kyo Kagen        | Iyama Yūta        |
| 2019 | Iyama Yūta        | Shibano Toramaru  | Iyama Yūta      | Shibano Toramaru    | Iyama Yūta          | Hane Naoki       | Murakawa Daisuke* |
| 2020 | Iyama Yūta        | Iyama Yūta        | Iyama Yūta      | Shibano Toramaru    | Ichiriki Ryō        | Ichiriki Ryō     | Shibano Toramaru  |
| 2021 | Iyama Yūta        | Iyama Yūta        | Iyama Yūta      | Iyama Yūta          | Seki Kotaro         | Iyama Yūta       | Kyo Kagen         |
| 2022 | Ichiriki Ryō      | Shibano Toramaru  | Iyama Yūta      | Iyama Yūta          | Seki Kotaro         | Iyama Yūta       | Kyo Kagen         |
| 2023 | Ichiriki Ryō      | Shibano Toramaru  | Ichiriki Ryō    | Iyama Yūta          | Ichiriki Ryō        | Iyama Yūta       | Shibano Toramaru  |
| 2024 | Ichiriki Ryō      | Ichiriki Ryō      | Ichiriki Ryō    | Iyama Yūta          | Ichiriki Ryō        | Iyama Yūta       | Iyama Yūta        |
| 2025 | Ichiriki Ryō      |                   | Ichiriki Ryō    |                     |                     |                  | Shibano Toramaru  |
| Anno | Kisei             | Meijin            | Honinbo         | Oza                 | Tengen              | Gosei            | Judan             |